# The Obsessed (album)
The Obsessed è il primo album in studio dell'omonima band, pubblicato nel 1990 dalla Hellhound Records. Tutte le tracce presenti nel disco furono registrate nel 1985 per un album mai realizzato che doveva essere pubblicato con la Metal Blade Records. L'uscita dell'album spinse il cantante Scott "Wino" Weinrich ad abbandonare i Saint Vitus e riformare i The Obsessed. Quest'album fu poi ristampato nel 2000 dalla Tolotta Records con l'aggiunta di 10 bonus track live registrate al Glenmont Rec. Center a Wheaton nel Maryland il 28 febbraio 1984.

## Tracce
Tutte le tracce sono state scritte da Scott Weinrich tranne dove indicato.
1. Tombstone Highway - 3:29
2. The Way She Fly - 2:22
3. Forever Midnight - 4:59
4. Ground Out - 3:17
5. Fear Child - 1:53
6. Freedom - 5:58
7. Red Disaster (Weinrich/Laue) - 3:52
8. Inner Turmoil - 2:21
9. River of Soul - 4:26

Le 10 bonus track live della ristampa del 2000
1. No Message - 1:03
2. Neatz Brigade - 4:54
3. Concrete Cancer - 3:13
4. Mental Kingdom - 2:49
5. Feelingz - 2:26
6. A World Apart - 1:45
7. Freedom - 5:04
8. Blind Lightning - 3:45
9. Indestroy - 1:47
10. Kill Ugly Naked - 2:07

## Crediti
- Scott "Wino" Weinrich - voce e chitarra
- Mark Laue - basso
- Ed Gulli - batteria